# 迦比尔
迦比尔（羅馬化：Kabīr），又譯卡比爾、卡比兒、迦比羅、格比爾，是15世纪印度紡織工、神秘主义诗人和圣人。
迦比尔早年生活在一个穆斯林家庭中，但他受到了印度教巴克蒂運動领导者羅摩難陀的强烈影响。迦比尔的詩作表達了反對偶像崇拜和種姓制度、企圖融合印度教巴克蒂運動和伊斯蘭蘇菲主義的宗教合一思想。他的思想影响了印度教的巴克蒂运动、跨宗教的聖人之路運動，也影響了锡克教的創始人古魯那納克，錫克教聖典《古鲁·格兰特·萨希卜》中選錄了他541首宗教性诗歌。
1914年，羅賓德拉納特·泰戈爾編選了100首迦比尔的詩歌，譯成英文出版，使迦比爾為世界各國所知。

## 中文譯本
- 轉譯自泰戈爾英譯本：
  - 萬源一譯，《卡比爾之歌：100首靈性詩選》，台北：自由之丘，2018。
  - 孫得欽譯，《當你來到幸福之海：卡比兒詩選》，台北：紅桌文化，2019。

- 轉譯自多種英譯本：
  - 鍾七條、智嚴、張玉譯，《大海融入一滴：卡比爾詩選》，台北：妙高峰上，2021。

- 從原文直譯：
  - 张忞煜譯，《格比爾雙行詩集》，北京：中國大百科全書出版社，2019。